# John R. Hansen

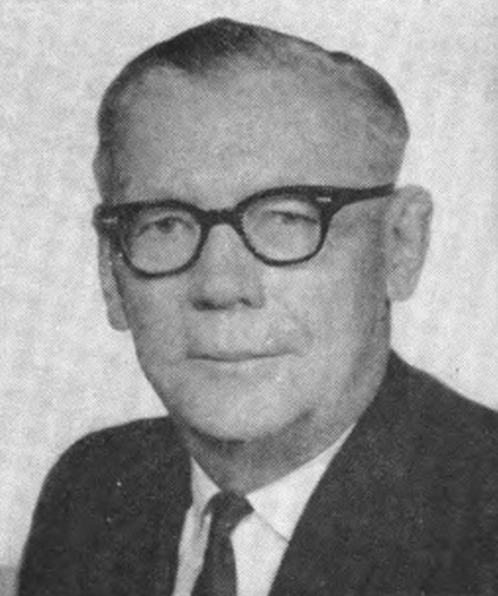
John R. Hansen, 1965

John Robert Hansen (* 24. August 1901 in Manning, Carroll County, Iowa; † 23. September 1974 in Des Moines, Iowa) war ein US-amerikanischer Politiker. Zwischen 1965 und 1967 vertrat er den Bundesstaat Iowa im US-Repräsentantenhaus.

## Werdegang
John Hansen besuchte die öffentlichen Schulen seiner Heimat und studierte anschließend von 1919 bis 1921 an der University of Iowa. Danach arbeitete er bis 1962 für die Dultmeier Manufacturing Co, deren Sitz sich in Manning befand. Im Laufe der Zeit stieg er vom Handelsvertreter und Generalmanager bis zum Präsidenten dieser Firma auf. Außerdem leitete er von 1934 bis 1957 gleichzeitig die Tochterfirma Dultmeier Sales in Omaha (Nebraska).
Neben seiner Rolle bei der Firma Dultmeier war Hansen auch eine wichtige Persönlichkeit in der Demokratischen Partei. Zwischen 1932 und 1952 war er im Carroll County Mitglied des Parteivorstandes. Von 1944 bis 1952 war er dort sogar Parteivorsitzender. In den Jahren 1948 und 1964 war er Delegierter zu den Democratic National Conventions, auf denen die amtierenden Präsidenten Harry S. Truman und Lyndon B. Johnson jeweils zur Wiederwahl nominiert wurden. Von 1952 bis 1957 war Hansen Vorstandsmitglied der Demokratischen Partei von Iowa. Zwischen 1957 und 1960 war er Mitglied in einem Ausschuss zur Überwachung der staatlichen Einrichtungen. Gleichzeitig saß er in weiteren Ausschüssen, die sich mit dem Alkoholproblem und der zwischenstaatlichen Zusammenarbeit befassten. Im Jahr 1960 kandidierte Hansen erfolglos für das Amt des Vizegouverneurs.
1964 wurde Hansen im siebten Wahlbezirk von Iowa in das US-Repräsentantenhaus in Washington, D.C. gewählt. Dort trat er am 3. Januar 1965 die Nachfolge von Ben F. Jensen von der Republikanischen Partei an. Dieser Wahlsieg stand im Zusammenhang mit einem bundesweiten Trend zu Gunsten der Demokraten. Dabei fielen viele republikanische Mandate in klassischen Republikaner-Wahlkreisen an die Demokraten. Viele dieser Distrikte wurden aber zwei Jahre später von den Republikanern zurückgewonnen. Darunter war auch das Mandat von John Hansen, der somit bis zum 3. Januar 1967 nur eine Legislaturperiode im Kongress absolvieren konnte. Diese Zeit wurde von den Ereignissen der Bürgerrechtsbewegung und dem Vietnamkrieg bestimmt. Hansens Mandat fiel 1967 an den Republikaner William J. Scherle, der den siebten Distrikt bis zu dessen Auflösung am 3. Januar 1973 im US-Repräsentantenhaus vertrat.
Zwischen 1967 und 1969 war John Hansen Mitglied im Straßenausschuss (State Highway Commission) von Iowa. Danach zog er sich in seinen Ruhestand zurück. Er starb am 23. September 1974 in Des Moines, der Hauptstadt von Iowa, und wurde in seinem Geburtsort Manning beigesetzt. Mit seiner Frau Mary Lou Hansen hatte er zwei Söhne.